# Zoltán Latinovits
Zoltán Latinovits (Budapest, 9 settembre 1931 – Balatonszemes, 4 giugno 1976) è stato un attore ungherese.
Nel 1970  vinse il premio Concha de Plata al miglior attore al Festival Internazionale del Cinema di San Sebastián per il film Viaggio intorno al mio cranio.

## Morte
L'attore morì investito da un treno nella stazione di Balatonszemes, nei pressi del lago Balaton. Le dichiarazioni ufficiali parlarono di suicidio, ma non si è mai chiarito se si fosse trattato effettivamente di un suicidio o di un incidente. La sua morte fu subito avvolta da un alone di romanticismo, anche a causa delle somiglianze con la morte del poeta Attila József, delle cui poesie Latinovits era stato uno degli interpreti più importanti.

## Filmografia
- Pacsirta, regia di László Ranódy (1963)
- I disperati di Sandór (Szegénylegények), regia di Miklós Jancsó (1966)
- Silenzio e grido, regia di Miklós Jancsó (1968)
- I muri (Falak), regia di András Kovács (1968)
- Giorni freddi (Hideg napok), regia di András Kovács (1969)
- Viaggio intorno al mio cranio (Utazás a koponyám körül), regia di György Révész (1970)
- Szindbád, regia di Zoltán Huszárik (1971)

## Premi e riconoscimenti
- 1970: - Miglior attore per Viaggio intorno al mio cranio (Utazás a koponyám körül), Festival internazionale del cinema di San Sebastián

### Onorificenze
- 1990 Premio Kossuth (postumo)